# Менендес, Кристиан
Кристиан Матиас Менендес (исп. Cristian Matías Menéndez; родился 2 апреля 1988 года, Мар-дель-Плата, Аргентина) — аргентинский футболист, нападающий клуба «Атлетико Тукуман».

## Клубная карьера
Менендес — воспитанник клуба «Ланус». В 2007 году Кристиан был включён в заявку на сезон. 2 мая 2008 года в матче против «Арсенала» из Саранди он дебютировал в аргентинской Примере. 14 марта 2009 года в поединке против «Колона» Менендес забил свой первый гол за «Ланус». Летом 2010 года для получения игровой практики Кристиан на правах аренды перешёл в эквадорский «Эмелек». 26 июля в матче против «Манта» он дебютировал в эквадорской Серии A. 30 сентября в поединке против «Ольмедо» Менендес забил свой первый гол за «Эмелек». В своём дебютном сезоне Кристиан помог клубу завоевать серебряные медали чемпионата. 9 марта 2011 года в матче Кубка Либертадорес против мексиканского «Чьяпаса» он забил гол.
Летом 2011 года Менендес на правах аренды перешёл в парагвайский «Либретад». 16 августа в матче против столичной «Олимпии» он дебютировал в парагвайской Примере. 28 августа в поединке против «3 февраля» Кристиан забил свой первый гол за «Либертад». В этом же сезоне он помог команде выиграть чемпионат.
В начале 2013 года Кристиан вновь был отдан в аренду, его новой командой стал «Кильмес». 9 февраля в матче против «Бока Хуниорс» он дебютировал за новый клуб. В этом же поединке Менендес забил свой первый гол за «Кильмес». Летом того же года Кристиан на правах аренды присоединился к «Индепендьенте». 3 августа в матче против «Атлетико Браун» он дебютировал в Примере B. 19 октября в поединке против «Крусеро-дель-Норте» Менендес забил свой первый гол за «Индепендьенте».
Летом 2014 года контракт Кристиана с «Ланусом» истек и он на правах свободного агента перешёл в «Атлетико Тукуман». 10 августа в матче против «Крусеро-дель-Норте» Менендес дебютировал за новую команду. В этом же поединке Кристиан забил свой первый гол за «Атлетико Тукуман». В 2015 году он помог клубу выйти в элиту. В 2017 году в матчах Кубка Либертадорес против уругвайского «Пеньяроля» и колумбийского «Атлетико Хуниор» Менендес забил по голу.
Летом 2017 года Кристиан перешёл в мексиканский «Веракрус». 24 июля в матче против «Некаксы» он дебютировал в мексиканской Примере. 7 августа в поединке против «Пуэблы» Менендес забил свой первый гол за «Веракрус».

## Достижения
Командные
 «Банфилд»
- Чемпионат Парагвая по футболу — Клаусура 2012